# Маријинско јеванђеље
Маријинско или Маријино јеванђеље представља најстарији сачувани споменик писан старословенским језиком у којем се јављају црте српског народног језика под чијим утицајем ће се касније развити и српска редакција старословенског језика. Писано је глагољицом на 174 листова, а на основу језичких црта, сматра се да је настало најкасније почетком XI века на српском штокавском подручју. Пронађен је средином XIX века у светогорском скиту Ксилургу посвећеном Успењу Богородице, по коме је и добио име, а данас се налази у Руској националној библиотеци у Санкт Петербургу, заједно са Зографским јеванђељем, такође писаним глагољицом.

### Историјско-књижевни оквири
Кад се у ранофеудалној српској држави, између 867. и 874. године, ствара црквена организација, то се чини по упутствима византијског цара, али без сумње у оквирима Сплитске митрополије, која је са латинским обредом, иако је у то време под Цариградском патријаршијом. Из Рима се тада саветује Србима да приђу Панонској надбискупији, којој је на челу словенски просветитељ Методије и у којој се живо ради на словенској писмености. О томе 873. године папа Јован VIII пише српскоме кнезу Мутимиру. Није се, свакако, остало само на саветима. У Србију су тада поуздано дошли посленици на словенској књизи, која се писала глагољским словима, првом словенском азбуком.
Књиге које су они са собом донели биле су за потребе црквене службе, али је међу њима можда била и биографија Константина-Ћирила, творца словенске писмености, човека највеће обдарености. Мало је то дело, али од несумњиве књижевне вредности, са историјским подацима чија се тачност све боље утврђује. Писано је још у IX веку. Оно представља почетак рада на оригиналној словенској књижевности. Најстарији његови преписи сачувани су код Срба. Позни су, из XV века. Да је Константинова биографија заиста радо читана код нас и у XII веку, сведочи нам донекле Савино световно име, Растко, које је још Светислава Вуловића подсећало на једно име из биографије, на име моравског кнеза Растислава. За XII и XIII век доказе нам пружа Стефан Првовенчани, чије је дело проф. Н. Радојчић упоређивао са биографијом. Дошао је до закључка да је Првовенчани „одлично познавао“ биографију и да му је и она служила као углед.
Ниједна од тих првих књига које су употребљаване у ранофеудалној Србији нису нам сачуване. Оне су биле на најстаријем словенском књижевном језику, који се у науци обично назива старословенским. Данас се сматра као утврђена чињеница да је то језик Македонских Словена из околине Солуна.
У употреби код појединих словенских народа старословенски језик се постепено мења у фонетском, лексичком и морфолошком погледу. Те промене чине да се стварају тзв. рецензије и да се старословенски језик дели на српскословенски, бугарскословенски и рускословенски. Поред тих главних рецензија, треба поменути да се на македонском земљишту јављају македонизми.
Глагољица је дошла Србима, заједно с организованом хришћанском црквом. То је било око 873. године, кад је српски кнез Мутимир увидео да му је хришћанство потребно за спровођење феудализације и за изградњу државе. У Србију су послати ученици словенског просветитеља Методија, брата Константиновог, његовог главног сарадника, а затим наследника у вођству над посленицима који су међу Словенима ширили просвету. Упутио их је сам Методије, тада архиепископ сремски, са седиштем у Доњој Панонији кнеза Коцеља, код Словенаца настањених у близини Блатног језера.
Са писменошћу Срби су добили обредне књиге, неопходне за организовање култа. Ту је било и књижевних текстова. Октоиси, триоди и минеји садржавали су црквене песме, међу којима су се налазили и састави од несумњиве уметничке вредности. Да поменемо Романа Слаткопојца (како је назван од старог словенског преводиоца, а код Византинаца је „песмопевац“ или „песмотворац"), који је „на раскршћу петог и шестог столећа састављао стихове овакве као што су нпр. ови (дајемо их у преводу пок. проф. Драг. Н. Анастасијевића):
... опрости му Христос,
знајући нејаку
и кротку природу људску,
ту трску
која се повија на сваки ветар,
која увек дршће пред опасношћу...
Или да се сетимо Касије (из прве половине IX века), која је, због интелигенције и отреситости, пропала на конкурсу лепоте и, место да буде царица византијска, постала песникиња. Неки њени стихови су у оном делу Триода који је преведен на словенски пре рада Климента Охридског на довршавању његовог превођења, значи да су они из најстаријег доба словенске писмености, па су могли доћи међу Србе још из Паноније или, можда нешто доцније, из Велике Моравске. У тој каснијој пошиљци рукописних књига, из времена Методијевог рада у Великој Моравској (874—885), могли су бити и први словенски оригинални састави, који су такође били везани за култ. То је биографија Константина Старијег (Ћирила), која је састављена ускоро после његове смрти (869), а, затим, то је песма Константина Млађег, која је замишљена као предговор јеванђељу. Биографија је писана живо, са много занимљивих појединости. А песма, која је најстарија код Словена, сва је у радосној озарености што Словени више нису „наги“, што нису „без књига“. Са првом пошиљком рукописних књига, оном из Паноније, или са другом, из Велике Моравске, Срби су добили и први законски текст, Закон судни људем. Методијев извод и превод Еклоге византијских царева Лава III и Константина V (настале 720. год.), Закон је Србима дошао као саставни део Методијевог превода Номоканоиа Јована Схоластика (из VI века) и био познат као књига „Методије“, како пише Дукљанин из Бара у другој половини XII века (librum Sclavorum qui dicitur Methodius).
Састављање глагољице било је довршено 863. године, кад су кренули за Велику Моравску Константин Старији (Ћирило) и Методије, а вероватно и Климент Охридски, који је с Методијем био „од младих и младићских година“ и „видео својим очима сва дела свога учитеља“ (како се каже у Климентовом грчком житију од Теофилакта Охридског, писаном крајем XI или почетком XII века, али за које је вероватно употребљено и, данас несачувано, словенско житије од ученика Климентовог). Већ после тридесет година, у јесен 893. године, уведена је и друга словенска азбука, ћирилица. То је учињено на државном сабору у Преславу, у престоници бугарској. Тада је велики део Македоније био под Бугарском, па је та саборска одлука важила и за Македонце.
Ћирилица је у ствари грчко уставно (унцијално) писмо, допуњено писменима која су неопходна за словенски језик. До увођења ћирилице дошло је због тога што је на истом сабору решено да словенски језик замени грчки, дотадашњи језик државне и црквене администрације. Хтело се колико-толико да задовољи грчко свештенство, у чијим је рукама до тада била Бугарска црква, па је задржано грчко писмо, истина нешто допуњено. Грчко је писмо једно од три употребљена писма у натпису на Христовом крсту, па је тако отпао аргумент грчког свештенства да „нису писмена словенска писмена од бога“. Прилагођавање грчког писма словенском језику извршио је можда Климент Охридски, за кога се у његовом кратком грчком житију од Димитрија Хоматијана (с почетка XIII века) каже да „ измисли и друге облике слова, јасније од оних које пронађе мудри Ћирило“.
Ново словенско писмо, ћирилица, полако је потискивало старо, глагољицу. Између Косова и Риле четири чувена пустињака (Јован Рилски у X веку, а Гаврило Лесновски, Јоаким Осоговски и Прохор Пчињски у XI веку) ударају основе монаштву, које од тих планинских крајева ствара средиште словенске писмености и књижевности. Бугарске државе нестаје 971. год, а држава Македонских Словена кратко траје, од 976. до 1013. године. Охридска патријаршија, која је сматрана за наследницу Бугарске патријаршије, претворена је у архиепископију и дошла је у грчке руке. Грци су у њој славили словенске просветитеље, Константина (Ћирила) и Методија, Климента Охридског и све друге, али као хришћанске свеце. Због тога њихови култови нису могли добијати онакав карактер као доцнији култови Симеона Немање и Саве. Нису служили за стварање посебне народносне целине.
У планинским крајевима између Косова и Риле, око манастира посвећених култовима четворице пустињака, код тамошњег словенског становништва развија се словенска свест, у отпору на притисак Византије, која влада и тим крајевима и целом Македонијом и Бугарском. У први мах предели између Косова и Риле улазе у византијску тему Бугарску са седиштем у Скопљу. После се издваја Сердика (данашња Софија, некадашња Сербика) и добија посебну тему. Бугарске земље између Дунава и планине Балкана сачињавају тему Паристрион или Пардунавон. На јадранском приморју, у Дукљи, обнавља се у XI веку српски државни живот, који ускоро захвата и Загорје (доцнију Рашку), али се и ту поштује традиција државе Македонских Словена, која је, због међународног признања, носила бугарско име. Кад кнез Константин Бодин из Дукље долази да се стави на чело устанка Македонских Словена (1073), узима име бугарског цара Петра, коме је створила култ црква, она чије је седиште пренето из Бугарске у Охрид (учињено је то опет због признања, овога пута од стране четири васељенска патријарха).
Као што је грчко царство имало назив Романија, римска империја, тако су Словени у Моравској долини, у пределима између Косова и Риле, као и у целој Македонији употребљавали бугарско име, али не као народносно већ као државно обележје, из словенског народносног отпора и у сећању на царство које је пропало у тешким борбама с Грцима. И назив византијске теме томе је доприносио.
Књижевности између Косова и Риле припада један мали спис о Константину (Ћирилу). Он је песничке садржине, са очевидном тенденцијом да се словенски просветитељ што више приближи „народима словенским, који се зову Бугари“. Ћирило је кз Кападокије, учио је у Дамаску, а у Александрији му је „глас из олтара“ рекао да иде да Бугаре „увери“ (да их обрати у веру) и да им да „закон“ (хришћански). У Солуну на чудесан начин заборавља грчки. Голуб му доноси „зборак“ (свежањ) од 32 (или 35) „с'чице“ (ваљда биљке с а ч), које се „у тело“ његово „скрише“. То су била словенска писмена, 32 или 35 (по Црнорисцу Храбром, Константин је „створио“ 38 слова, али у париском глагољском абецедарију из XII века има 31 слово).
После трогодишњег ратовања Бугари, каже се у спису, добијају Константина, одводе га у град Раван на реци Брегалници и он их поучава писму. Поред тог списа о Константину (Ћирилу), књижевност између Косова и Риле има и више других дела. Поменућемо само оне који се везују за старозаветног пророка Исаију. Тело Исаијино је почивало у манастиру Јоакима Осоговског, како нас обавештава Атанасије Даскал Србин (с краја XVIII века), који још казује да га је цар Стефан Душан донео из Јерусалима, у доба кад је ишао да се поклони гробу Христовом. За тај царев пут се не зна и свакако није ни постојао. Калуђери су по свој прилици због списа о Исаији пронашли у манастиру тело Исаијино (није било обрнуто, као што је мислио К. Јиречек, да су због Исаијиних моштију настали списи). Један је спис Сказање Исаијино како га анђео однесе до седмог неба. Ту се на чудан начин прича о бугарским, византијским и македонским владарима, казују се ствари које су донекле тачне и неке које су потпуно измишљене. За неке од тих владара (за Бориса, Петра, Василија) се истиче да нису имали „ни жене ни греха“, што је свакако богомилски утицај. За други спис, за Виђење Исаијино је утврђено да му је текст био подвргнут богомилској доктринарној цензури. Постоји и његова прерада, која је са истог терена.
Та књижевност је, бар како изгледа, била на ћирилици. На северу од њеног терена, у Темнићу, нађен је ћирилички натпис, који се, из палеографских разлога, ставља у X век или на почетак XI века. И тај натпис потврђује да је ћирилица већ у то доба потиснула глагољицу из средишњих крајева јужнословенског етничког подручја. Али се глагољица ту донекле задржала и у XI веку. За то нам сведоче Маријииско јеванђеље и Клочев зборник, два глагољска споменика која се увршћују у старословенске, у оне, дакле, што су у довољној мери сачували особине језика најстаријих посленика на словенској књизи, иако, наравно, показују знаке времена и средине свога постанка. Маријинско јеванђеље се тако зове по Богородичином скиту на Светој гори, Ксилургу, првобитном средишту руског монаштва. Ту је оно нађено у прошлом веку, а ако је ту било од XI века, откако је написано и откако се помиње Ксилург, било би то важно сведочанство о везама између руске монашке колоније на Св. Гори и књижевности између Косова и Риле.
Клочев зборник носи свој назив по аустријском грофу Клоцу (умро у Тријенту 1856. год.), у чијој је библиотеци већи његов део нађен. При крају XV века је био на острву Крку, у власништву породице Франкопан. Садржи проповеди Јована Златоустог, Атанасија Великог и Епифанија, а, што је нарочито важно, и једну проповед словенског просветитеља Методија. И Маријинско јеванђеље и Клочев зборник показују извесне особине српског народног језика. Због тога се та два рукописа могу сматрати за најстарије српске књиге. По другим својим језичким особинама види се да су постали близу македонског подручја. Најбоље их је ставити у књижевност између Косова и Риле, у којој се додирују народносне и језичке области српска, бугарска и македонска.
Глагољица је код Срба у све мањој и мањој употреби и њоме се служе до почетка XIII века. Последњи су српски глагољски споменици Гршковићеви и Михановићеви одломци с краја XII или с почетка XIII века (оба су рукописа Апостоли, писани за потребе Источне цркве). За Гршковићев одломак је недавно изнето мишљење (од стране проф. Ј. Хама) да је знатно старији, да припада крају XI или почетку XII века. Михановићеви одломци су нађени на корицама Иловачког рукописа Савиног номоканона — крмчије (препис из 1261/62. год.).
Садрже апостоле, писане за потребе Источне цркве. Постоји мишљење, које је недавно изнето и образлагано (од стране проф. Ј. Хама), да је Гршковићев одломак знатно старији, да припада крају XI или почетку XII века. Михановићев одломак био је крајем XV века употребљен за корице иловачког рукописа (преписа) Савиног Номоканона, писаног 1261/62. год.

### О Јеванђељу
Један старословенски рукопис XI века може се узети као најстарија српска књига. To је глагољско Маријинско јеванђеље, названо тако због тога што је нађено у светогорском скиту (манастирићу) који је посвећен богородици Марији. По особинама његовог језика велики хрватски слависта В. Јагић утврдио је да је преписивач тога рукописа био Србин. Скит је некадашњи руски манастир Ксилург, у који су се руски монаси уселили почетком XI века. Маријинско јеванђеље чува се данас у Москви. Два листа су била код А. Михановића (песника хрватске химне), па код проф. Ф. Миклошића у Бечу и најзад код проф. А. Лескина у Лајпцигу.
Лексички и гласовно блиско српским говорима, Маријино јеванђеље као глагољски споменик дуго се одржао у српској средини ћирилског писма. У временима када се одавно не пише глагољицом, која је већ пала у заборав, имамо обиље података — да се Маријино јеванђеље код Срба користи као свештена књига у богослужењу.
Маријино јеванђеље је после Јагићевог критичког издања споменика привукло пажњу истраживалаца, поред осталог, и јасним особеностима српских штокавских говора. Данас, после читавог века, опет се могу навести сликовите речи Стојана Новаковића о месту Маријиног јеванђеља према славном руском Остромировом јеванђељу: „Филолошка словенска наука већ познаје један врло давнашњи сјајни споменик старе словенске књижевности, који је у самом почетку ширења словенске књижевности међу Србима примио на се обележје српске народности. То је Маријинско Јеванђеље писано глагољицом, за Србе оно што је Јеванђеље Остромирово за Русе, а од Остромирова јеванђеља без сумње старије, и свакојако не позније од самог почетка XI века."
Појаву Маријиног јеванђеља треба тражити на основи живих историјских кретања. После покрштавања за владе византијског цара Василија I и у првој половини X века Срби живе у неколико државних целина. Дуж Јадранске обале, од ушћа реке Цетине до Бојане, то су области Неретљана, Захумља, Травуније и Дукље. Северно од ових српских области, иза планина, налазила се најпространија и најзначајнија српска држава, у византијским изворима звана Србија. Иако под византијском влашћу, нарочито у забрђу, сразмерно краће (приближно 1018-1180), српске земље, у сталној борби за самосталност, прихватиле су духовни утицај и зрачење Византијског царства, а уз то из Бугарске знатан део словенске писмености.
Духовни византијски утицај нарочито је ојачао после рушења Самуиловог царства 1018. када је Охридска архиепископија увелико проширила области своје надлежности и још више се заузела око унапређења православне цркве. Глагољски рукописи са овог подруга, у којима се распознају трагови српске говорне средине, јесу поуздани белези велике старине глагољице, као давнашњег писма српских богослужбених књига. У то нас уверава глагољско Маријино јеванђеље и још два, вероватно, читав век или век и по познија српска глагољска споменика — Гршковићев одломак апостола и Михановићев одломак апостола. Ради се сада само о одломцима из апостола, који се као свештена књига читао на словенском богослужењу међу православнима.
Маријино јеванђеље, датовано другом половином X или почетком XI века, чува традиционалне старословенске особине, али истовремено показује — како се живи говор писара (српски штокавски) може одразити у старословенском тексту. То још није доследно читање старословенског текста на основу народног изговора, што ће довести до националних редакција. Маријино јеванђеље нам сведочи да је старословенски текст у српској говорној средини могао да се прими и прихвати без потешкоћа. Наравно, не треба сметнути са ума — да се Маријино јеванђеље у време настанка, односно преписивања, није гласно читало, произносило, како је написано. То неслагање између написаног и произнесеног довело је до испољавања редакцијских одлика. Испољавање редакцијских одлика бејаше дуг ток, који је, претпостављамо, већ у XI веку код Срба добио и јасне графијске одлике.